# Bundestagswahlkreis Eisenach – Wartburgkreis – Unstrut-Hainich-Kreis
Der Bundestagswahlkreis Eisenach – Wartburgkreis – Unstrut-Hainich-Kreis (Wahlkreis 189; bis zur Bundestagswahl 2021 Wahlkreis 190) ist seit der Bundestagswahl 2017 ein Wahlkreis in Thüringen. Er umfasst den Wartburgkreis und den Unstrut-Hainich-Kreis. Die Vorgängerwahlkreise mit ähnlichem Territorium waren die Wahlkreise Eisenach – Mühlhausen, Eisenach – Wartburgkreis – Unstrut-Hainich-Kreis I und Eisenach – Wartburgkreis – Unstrut-Hainich-Kreis II. Zur Bundestagswahl 2017 kam der Nordteil des Unstrut-Hainich-Kreises neu zum Wahlkreis hinzu. Die Änderung der Wahlkreiseinteilung wurde dadurch erforderlich, dass Thüringen zur Bundestagswahl 2017 einen Wahlkreis verlor.

## Bundestagswahl 2025
| Kandidaten                       | Kandidaten                 | Parteien/Listen     | Erststimmen | Erststimmen | Zweitstimmen | Zweitstimmen |
| Kandidaten                       | Kandidaten                 | Parteien/Listen     | Stimmen     | %           | Stimmen      | %            |
| -------------------------------- | -------------------------- | ------------------- | ----------- | ----------- | ------------ | ------------ |
|                                  | Stefan Möllergewählt im WK | AfD                 | 61.095      | 38,5        | 64.061       | 40,4         |
|                                  | Tina Rudolph               | SPD                 | 18.892      | 11,9        | 14.826       | 9,3          |
|                                  | Christian Hirte            | CDU                 | 35.936      | 22,7        | 31.218       | 19,7         |
|                                  | Michael Lemm               | Die Linke           | 16.030      | 10,1        | 20.763       | 13,1         |
|                                  | Leon Bender                | FDP                 | 2.345       | 1,5         | 4.053        | 2,6          |
|                                  | Heike Strecker             | GRÜNE               | 3.882       | 2,4         | 4.733        | 3,0          |
|                                  | Andreas Böhme              | FREIE WÄHLER        | 3.765       | 2,4         | 2.912        | 1,8          |
|                                  | —                          | Volt                | –           | –           | 675          | 0,4          |
|                                  | Friedrich Hofmann          | MLPD                | 338         | 0,2         | 235          | 0,1          |
|                                  | —                          | Bündnis Deutschland | –           | –           | 279          | 0,2          |
|                                  | Anke Wirsing               | BSW                 | 12.824      | 8,1         | 14.853       | 9,4          |
|                                  | Klaus Stöber               | Einzelbewerber      | 3.542       | 2,2         | –            | –            |
| Gesamt                           | Gesamt                     | Gesamt              | 158.649     | 100         | 158.708      | 100          |
|                                  |                            |                     |             |             |              |              |
| Ungültige Stimmen                | Ungültige Stimmen          | Ungültige Stimmen   | 1.306       | 0,8         | 1.247        | 0,8          |
| Wähler                           | Wähler                     | Wähler              | 159.955     | 79,5        | 159.955      | 79,5         |
| Wahlberechtigte                  | Wahlberechtigte            | Wahlberechtigte     | 201.183     |             | 201.183      |              |
|                                  |                            |                     |             |             |              |              |
| Quellen: Die Bundeswahlleiterin, |                            |                     |             |             |              |              |

## Wahlkreisgeschichte
| Wahl      | Wahlkreisname                                           | Gebiet |
| --------- | ------------------------------------------------------- | --- |
| 1990–1998 | 297 Eisenach – Mühlhausen                               | Landkreis Eisenach, Landkreis Mühlhausen |
| 2002      | 191 Eisenach – Wartburgkreis – Unstrut-Hainich-Kreis I  | Stadt Eisenach, Wartburgkreis, vom Unstrut-Hainich-Kreis die Gemeinden Bad Langensalza, Heyerode und Katharinenberg sowie die Verwaltungsgemeinschaften Unstrut-Hainich und Vogtei                                                              |
| 2005      | 191 Eisenach – Wartburgkreis – Unstrut-Hainich-Kreis II | Stadt Eisenach, Wartburgkreis, vom Unstrut-Hainich-Kreis die Gemeinden Bad Langensalza Heyerode, Katharinenberg, Menteroda und Weinbergen sowie die Verwaltungsgemeinschaften Bad Tennstedt, Herbsleben, Schlotheim, Unstrut-Hainich und Vogtei |
| 2009–2013 | 190 Eisenach – Wartburgkreis – Unstrut-Hainich-Kreis II | Stadt Eisenach, Wartburgkreis, vom Unstrut-Hainich-Kreis die Gemeinden Bad Langensalza Heyerode, Katharinenberg, Menteroda und Weinbergen sowie die Verwaltungsgemeinschaften Bad Tennstedt, Herbsleben, Schlotheim, Unstrut-Hainich und Vogtei |
| 2017–2021 | 190 Eisenach – Wartburgkreis – Unstrut-Hainich-Kreis    | Stadt Eisenach, Wartburgkreis, Unstrut-Hainich-Kreis |
| 2025–     | 189 Eisenach – Wartburgkreis – Unstrut-Hainich-Kreis    | Stadt Eisenach, Wartburgkreis, Unstrut-Hainich-Kreis |

## Wahlkreisabgeordnete
| Wahl | Abgeordneter | Abgeordneter    | Partei | Stimmen in % |
| ---- | ------------ | --------------- | ------ | ------------ |
| 2017 |              | Christian Hirte | CDU    | 34,4         |
| 2021 |              | Klaus Stöber    | AfD    | 24,8         |
| 2025 |              | Stefan Möller   | AfD    | 38,5         |

## Historische Wahlergebnisse

### Bundestagswahl 2021
| Kandidaten                       | Kandidaten                | Parteien/Listen   | Erststimmen | Erststimmen | Zweitstimmen | Zweitstimmen |
| Kandidaten                       | Kandidaten                | Parteien/Listen   | Stimmen     | %           | Stimmen      | %            |
| -------------------------------- | ------------------------- | ----------------- | ----------- | ----------- | ------------ | ------------ |
|                                  | Christian Hirte           | CDU               | 35.415      | 23,0        | 28.249       | 18,3         |
|                                  | Klaus Stöbergewählt im WK | AfD               | 38.166      | 24,8        | 37.737       | 24,5         |
|                                  | Martina Renner            | Die LINKE         | 17.216      | 11,2        | 15.872       | 10,3         |
|                                  | Tina Rudolph              | SPD               | 36.729      | 23,8        | 38.363       | 24,9         |
|                                  | Leon-Dustin Bender        | FDP               | 8.869       | 5,8         | 13.258       | 8,6          |
|                                  | Justus Heuer              | GRÜNE             | 5.447       | 3,5         | 7.469        | 4,8          |
|                                  | Andreas Böhmer            | FREIE WÄHLER      | 5.529       | 3,6         | 3.882        | 2,5          |
|                                  | Stephan Hinze             | Die PARTEI        | 2.502       | 1,6         | 1.649        | 1,1          |
|                                  | –                         | NPD               | –           | –           | 624          | 0,4          |
|                                  | Peter Schneider           | ÖDP               | 567         | 0,4         | 307          | 0,2          |
|                                  | –                         | PIRATEN           | –           | –           | 558          | 0,4          |
|                                  | –                         | V-Partei³         | –           | –           | 91           | 0,1          |
|                                  | Lea Weinmann              | MLPD              | 431         | 0,3         | 298          | 0,2          |
|                                  | Andreas Wolfschlag        | dieBasis          | 3.007       | 2,0         | 2.563        | 1,7          |
|                                  | –                         | Menschliche Welt  | –           | –           | 380          | 0,2          |
|                                  | –                         | Die Humanisten    | –           | –           | 129          | 0,1          |
|                                  | –                         | Tierschutzpartei  | –           | –           | 2.226        | 1,4          |
|                                  | –                         | Team Todenhöfer   | –           | –           | 227          | 0,1          |
|                                  | –                         | Volt              | –           | –           | 339          | 0,2          |
|                                  | Wladislaw Schel           | LKR               | 130         | 0,1         | –            | –            |
| Gesamt                           | Gesamt                    | Gesamt            | 154.008     | 100         | 154.221      | 100          |
|                                  |                           |                   |             |             |              |              |
| Ungültige Stimmen                | Ungültige Stimmen         | Ungültige Stimmen | 2.105       | 1,3         | 1.892        | 1,2          |
| Wähler                           | Wähler                    | Wähler            | 156.113     | 73,5        | 156.113      | 73,5         |
| Wahlberechtigte                  | Wahlberechtigte           | Wahlberechtigte   | 212.267     |             | 212.267      |              |
|                                  |                           |                   |             |             |              |              |
| Quellen: Die Bundeswahlleiterin, |                           |                   |             |             |              |              |

Zur Bundestagswahl 2021 wechselte Kaltennordheim, das 2019 aus dem Wartburgkreis in den Landkreis Schmalkalden-Meiningen gewechselt war, in den Wahlkreis 196.

### Bundestagswahl 2017
Die Bundestagswahl 2017 fand am 24. September statt. Im neu zugeschnittenen Wahlkreis konnte Christian Hirte (CDU) sein Direktmandat verteidigen.
| Kandidaten                     | Kandidaten                   | Parteien/Listen   | Erststimmen | Erststimmen | Zweitstimmen | Zweitstimmen |
| Kandidaten                     | Kandidaten                   | Parteien/Listen   | Stimmen     | %           | Stimmen      | %            |
| ------------------------------ | ---------------------------- | ----------------- | ----------- | ----------- | ------------ | ------------ |
|                                | Christian Hirtegewählt im WK | CDU               | 55.378      | 34,4        | 48.340       | 30,0         |
|                                | Sigrid Hupach                | DIE LINKE         | 24.899      | 15,5        | 25.171       | 15,6         |
|                                | Michael Klostermann          | SPD               | 24.478      | 15,2        | 23.206       | 14,4         |
|                                | Klaus Stöber                 | AfD               | 34.052      | 21,2        | 35.824       | 22,3         |
|                                | Andreas Hundertmark          | GRÜNE             | 5.066       | 3,1         | 5.596        | 3,5          |
|                                | Patrick Wieschke             | NPD               | 3.193       | 2,0         | 3.019        | 1,9          |
|                                | Lars Christian Schröder      | FDP               | 8.075       | 5,0         | 11.545       | 7,2          |
|                                | —                            | Piraten           | –           | –           | 676          | 0,4          |
|                                | Andreas Böhme                | Freie Wähler      | 5.010       | 3,1         | 3.185        | 2,0          |
|                                | —                            | ödp               | –           | –           | 563          | 0,3          |
|                                | Friedrich Christoph Hofmann  | MLPD              | 689         | 0,4         | 369          | 0,2          |
|                                | —                            | BGE               | –           | –           | 620          | 0,4          |
|                                | —                            | DM                | –           | –           | 608          | 0,4          |
|                                | —                            | Die Partei        | –           | –           | 1.857        | 1,2          |
|                                | —                            | V-Partei³         | –           | –           | 307          | 0,2          |
| Gesamt                         | Gesamt                       | Gesamt            | 160.840     | 100         | 160.886      | 100          |
|                                |                              |                   |             |             |              |              |
| Ungültige Stimmen              | Ungültige Stimmen            | Ungültige Stimmen | 2.314       | 1,4         | 2.268        | 1,4          |
| Wähler                         | Wähler                       | Wähler            | 163.154     | 73,3        | 163.154      | 73,3         |
| Wahlberechtigte                | Wahlberechtigte              | Wahlberechtigte   | 222.558     |             | 222.558      |              |
|                                |                              |                   |             |             |              |              |
| Quellen: Der Bundeswahlleiter, |                              |                   |             |             |              |              |